# Ты на свете есть (миньон)
«„Ты на свете есть“. Алла Пугачёва поёт песни Марка Минкова» — сингл Аллы Пугачёвой, выпущенный в СССР фирмой «Мелодия» в 1983 году с песнями композитора Марка Минкова на стихи Л.Дербенёва, названный по одной из песен, вошедших в релиз. Издавался также в моноверсии в формате гибкой пластинки.
Выпуск миньона и гибкой пластинки имел анонсный характер и предшествовал выходу авторского альбома Марка Минкова «Парад планет». Заглавная композиция стала популярной и в середине 1980-х часто исполнялась Аллой Пугачёвой в концертных программах.
В 1997 году Кристина Орбакайте, дочь Аллы Пугачёвой, представила кавер-версию песни на трибьюте «Сюрприз от Аллы Пугачёвой».

## Список композиций
Вся музыка написана Марком Минковым.
Аккомпанемент во всех записях: Эстрадный оркестр, руководитель и дирижёр Павел Овсянников.
| №                   | Название             | Текст песни         | Длительность |
| ------------------- | -------------------- | ------------------- | ------------ |
| 1.                  | «На дороге ожидания» | Юрий Энтин          | 4:20         |
| Общая длительность: | Общая длительность:  | Общая длительность: | 4:20         |

| №                   | Название            | Текст песни         | Длительность |
| ------------------- | ------------------- | ------------------- | ------------ |
| 1.                  | «Ты на свете есть»  | Леонид Дербенёв     | 4:38         |
| Общая длительность: | Общая длительность: | Общая длительность: | 4:38         |

## Участники записи
Эстрадный оркестр под управлением П. Овсянникова. Звукорежиссёр Р. Рагимов.